# Rhynchospora pallida
Rhynchospora pallida là loài thực vật có hoa trong họ Cói. Loài này được M.A.Curtis miêu tả khoa học đầu tiên năm 1849.